# Observatorio Gemini

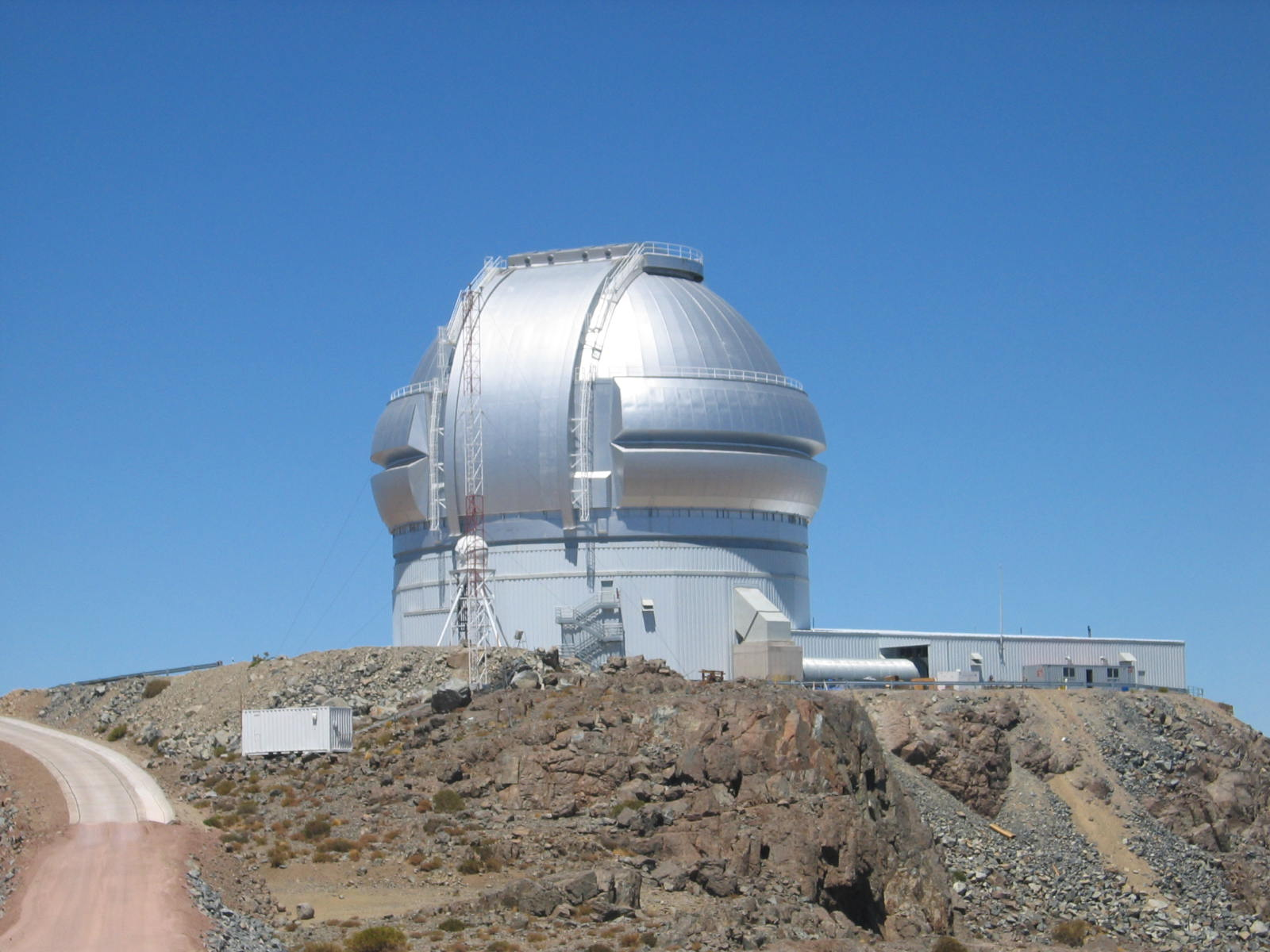
Gemini Sur.

El Observatorio Gemini consta de dos telescopios gemelos ópticos/infrarrojos de 8,1 metros ubicados en ambos hemisferios de la Tierra que se encuentran en operación científica desde el año 2000.
Está conformado por una cooperación internacional entre los siguientes países: EE. UU., Canadá, Corea del Sur, Brasil, Argentina, y Chile como país anfitrión. Es administrado por la Asociación de Universidades para la Investigación en la Astronomía (AURA) bajo un acuerdo de cooperación con la Fundación Nacional de Ciencias de Estados Unidos (NSF). El Reino Unido y Australia han formado parte del consorcio hasta 2012 y 2015, respectivamente.

## Telescopios
Estos telescopios gemelos, en conjunto, logran cubrir la totalidad del cielo de ambos hemisferios durante todo el año, obteniendo imágenes de alta calidad debido a las excelentes condiciones atmosféricas que presentan los sitios en que se encuentran ubicados. 
- Gemini Norte, también denominado Telescopio Gemini Frederic C. Gillet se ubica en el volcán inactivo Mauna Kea a 4213 m s. n. m. en Hilo, Hawái, junto a otros 12 telescopios entre los que encontramos al telescopio Subaru y CFHT, y el Observatorio W. M. Keck. Esa ubicación ofrece excelentes condiciones de visión debido a las magníficas condiciones atmosféricas (estable, seco y rara vez nublado).

- Gemini Sur, en tanto, se localiza en Cerro Pachón a 2700 m s. n. m., específicamente a 80 km de La Serena, Chile. Aire muy seco e insignificantes capas de nubes hacen de este lugar otro sitio principal para telescopios, donde comparte recursos con el adyacente Observatorio SOAR y el Observatorio Interamericano de Cerro Tololo (CTIO) ubicado en Cerro Tololo. Cualquier astrónomo perteneciente a las naciones que integran la cooperación internacional puede postular para que se le asigne un porcentaje del tiempo de observación en proporción al aporte financiero que otorga cada país.

Juntos, los dos telescopios cubren casi todo el cielo a excepción de dos pequeñas regiones cerca de los polos celestes: Gemini Norte no puede apuntar al norte de 79 grados de declinación; Gemini Sur no puede apuntar al sur de la declinación -89 grados.
Ambos telescopios poseen tecnología de punta para ser utilizada en el ámbito del estudio óptico, con instrumentos como el GMOS y BHROS. En cuanto al infrarrojo cercano y medio, el recubrimiento de plata del espejo primario y secundario de ambos telescopios permite un desarrollo sin precedentes, ya que su reflectividad en el infrarrojo es mayor que la alcanzada por el aluminio. Además, este reduce la emisividad térmica del telescopio, aumentando la sensibilidad de los instrumentos utilizados para observar el infrarrojo medio, lo cual permite estudiar la formación planetaria y estelar.
Al incorporar otras nuevas tecnologías, como el sistema guía de estrella láser, el sistema de óptica adaptativa o multiconjugada así como también los diversos instrumentos de espectrometría, los astrónomos miembros de esta cooperación internacional se encuentran permanentemente en la vanguardia, con acceso a las últimas herramientas diseñadas para explorar el universo.

## LSST
El Cerro Pachón también ha sido seleccionado para la instalación del Gran Telescopio para Rastreos Sinópticos, conocido por su sigla en inglés como LSST (Large Synoptic Survey Telescope). El LSST es un telescopio de 8.4 metros capaz de examinar la totalidad del cielo visible. La decisión de ubicar el LSST en Cerro Pachón es el resultado de dos años de pruebas y análisis, comparando diferentes ubicaciones como Chile, México e islas Canarias. Su construcción está prevista finalizar en el año 2019.